# Kafka (film, 1991)
Pour les articles homonymes, voir Kafka (homonymie).
Pour plus de détails, voir Fiche technique et Distribution.
Kafka est un film américano-français réalisé par Steven Soderbergh et sorti en 1991. Le film mélange des éléments biographiques de Franz Kafka, interprété par Jeremy Irons, à l'univers de ses romans (principalement Le Château et Le Procès) et à des éléments fictionnels. Ses cadrages et l'utilisation du noir et blanc dans certaines scènes rappellent l'atmosphère du cinéma expressionniste.

## Synopsis
En 1919 à Prague, monsieur Kafka est employé dans une compagnie d'assurances, mais mène une double vie d'employé et d'écrivain. Un soir, son meilleur ami se fait tuer dans des circonstances pour le moins troublantes. Cherchant à comprendre ce qui s'est passé, il est amené à rencontrer un groupe anarchiste clandestin en lutte contre une organisation qui mène d'étranges expériences.

## Fiche technique
Sauf indication contraire, les informations mentionnées dans cette section peuvent être confirmées par la base de données cinématographiques IMDb,  présente dans la section « Liens externes ».
- Titre original : Kafka
- Titre de la version director's cut : Mr. Kneff
- Réalisation : Steven Soderbergh
- Scénario : Lem Dobbs
- Musique : Cliff Martinez
- Direction artistique : Gavin Bocquet
- Costumes : Michael Jeffery
- Photographie : Walt Lloyd
- Montage : Steven Soderbergh
- Production : Harry Benn et Stuart Cornfeld
- Production déléguée : Mark Johnson et Barry Levinson
- Coproduction : Paul Rassam et Claude Berri
- Sociétés de production : Baltimore Pictures, Pricel et Renn Productions
- Sociétés de distribution : Miramax Films (États-Unis), AMLF (France)
- Pays de production :  États-Unis,  France (minoritaire)
- Langue originale : anglais
- Format : noir et blanc et couleurs — 35 mm — 1,66:1 - Son Dolby Surround
- Genres : drame, thriller, biographie romancée
- Budget : 11 000 000 USD[1]
- Durée : 98 minutes
- Dates de sortie[2] : 
  - États-Unis : 15 novembre 1991
  - France : 25 mars 1992

## Distribution
- Jeremy Irons (VF : Jean Lagache) : Kafka
- Theresa Russell (VF : Evelyn Séléna) : Gabriela
- Joel Grey (VF : Georges Berthomieu) : Burgel
- Ian Holm (VF : Roger Carel) : le Dr Murnau
- Jeroen Krabbé (VF : Bernard Métraux) : Bizzlebek
- Armin Mueller-Stahl : Grubach
- Alec Guinness (VF : Raymond Gérôme) : le chef de service
- Brian Glover : un homme de main au château
- Keith Allen : l'assistant Ludwig
- Simon McBurney (VF : Thierry Ragueneau) : l'assistant Oscar
- Robert Flemyng (VF : René Bériard) : le gardien des fichiers
- Matyelok Gibbs : le concierge
- Josef Abrham : un ami de Kafka

## Production

### Développement
Peu après son prix remporté au festival du film de Sundance en 1987 pour Sexe, Mensonges et Vidéo, Steven Soderbergh confie au producteur de Barry Levinson, Mark Johnson de Baltimore Pictures, son intérêt pour ce scénario écrit par Lem Dobbs qui jouissait d'une certaine renommée dans le milieu underground, mais qui était systématiquement refusé par manque de potentiel commercial. En 1989, à la suite de la chute du mur de Berlin, Steven Soderbergh abandonne le projet sur lequel il travaillait, The Last Ship, qui prenait comme cadre la guerre froide. Il peut ainsi se consacrer à la production de Kafka.

### Tournage
Le tournage a eu lieu entre le 17 septembre 1990 et 28 novembre 1990, à Prague en République tchèque, notamment aux Studios Barrandov, ainsi qu'aux Pinewood Studios en Angleterre.

### Musique
La musique du film est composée par Cliff Martinez. Il avait déjà collaboré sur le précédent film de Steven Soderbergh, Sexe, Mensonges et Vidéo. On peut par ailleurs retrouver sur l'album deux chansons du groupe folklorique slovaque The Gypsy Band Of Josef Balaz.
Liste des titres
1. Eddie's Dead (Main Title)
2. Romanian Leave It To Beaver Music: Part One
3. Prelude To A Sneeze (interprété par Jeff Rona
4. Walk With The Anarchists
5. Romanian Leave It To Beaver Music: Part Two
6. Goodnight Mr. Bizzlebek
7. Bum Attack
8. Hore Hronom, Dolu Hronom (interprété par The Gypsy Band Of Josef Balaz)
9. Sněz (interprété par The Gypsy Band Of Josef Balaz)
10. The Abduction
11. Allegiance To Something Other Than Truth
12. Burgel Goes To The Toilet (interprété par Joel Grey, contient un extrait de La Flûte enchantée)
13. He Came In Through The Bathroom Window
14. Miller Time
15. Son Of Balloon
16. Wrong End Of The Microscope
17. Meanwhile, Back At The Ranch
18. Why Should Today Be Different?
19. Let's Hit The Wall (End Title)

## Accueil
Sur l'agrégateur américain Rotten Tomatoes, Kafka récolte 52% d'opinions favorables pour 23 critiques et une note moyenne de 5,41⁄10. Sur Metacritic, il obtient une note moyenne de 46⁄100 pour 17 critiques.
Avec seulement 1 059 071 $ de recettes aux États-Unis, Kafka survient après le succès du premier long métrage de Steven Sderbergh, Sexe, Mensonges et Vidéo (1989).
Kafka est malgré tout devenu film culte, parfois comparé à des films comme Brazil de Terry Gilliam et Le Festin nu de David Cronenberg.

## Version alternative
Dans une interview en 2013 pour le webzine du New York Magazine, Vulture, Steven Soderbergh explique avoir récupéré les droits du film avec le producteur délégué Paul Rassam et qu'il travaille à une version « complètement différente ». Il déclare qu'il a réécrit le script avec Lem Dobbs et que quelques brefs plans ont été tournés durant le tournage de Effets secondaires (2013). Le réalisateur projette ensuite de faire doubler le film en allemand et de sortir cette nouvelle version.

Dans une interview pour The Daily Beast en 2020, le réalisateur donne des nouvelles de son projet. Soderbergh a parlé de son projet de sortir un nouveau coffret comprenant sept de ses films. Il compte proposer une réédition de certains de ses longs métrages précédents, comprenant ainsi Kafka, Schizopolis (1996) et Full Frontal (2002). Lorsqu'on lui a demandé si les fans pouvaient s'attendre à ce que de nouvelles versions de ces trois films sortent un jour, Soderbergh l'a confirmé. 
« J'espère pouvoir sortir l'année prochaine un coffret en édition limitée des sept titres dont les droits me sont revenus ou sur lesquels j'ai un certain contrôle. Nous les avons remasterisés et nettoyés. Kafka, j'ai toujours voulu y retourner et le modifier de façon radicale - non pas pour le rendre plus agréable, mais pour en faire quelque chose qui me semble atténuer ce que je n'ai pas pu réparer. Schizopolis et Full Frontal sont juste plus courts, et le reste est comme avant. Ce sera une collection de titres qui n'ont pas été faits pour les studios, et dans le cas de Kafka, qui n'est plus disponible depuis très, très longtemps ».
En 2020, Steven Soderbergh révèle avoir achevé cette nouvelle version qui sera incluse dans un coffret,. Cette version director's cut s'intitule Mr. Kneff. Elle est présentée au festival international du film de Toronto 2021.